# Krysar, le joueur de flûte
Pour plus de détails, voir Fiche technique et Distribution.
Krysar, le joueur de flûte (Krysař) est un film tchécoslovaque réalisé par Jiří Barta, sorti en 1986. C'est une adaptation du conte Le Joueur de flûte de Hamelin.

## Fiche technique
- Titre original : Krysar
- Titre français : Krysar, le joueur de flûte
- Réalisation : Jiří Barta
- Scénario : Kamil Pixa
- Musique : Michael Kocáb
- Pays d'origine : Tchécoslovaquie
- Format : Couleurs - 35 mm
- Genre : animation
- Durée : 53 minutes
- Date de sortie : 1986